# Höjang
Höjang (hangul: 회양군, Höjang-kun, handzsa: 淮陽郡, RR: Hoeyang-kun) megye Észak-Koreában, Kangvon (Kangwŏn) tartományban. 1308-ban alapították Hödzsu (회주; 淮州, Hoeju) néven. Mai nevét 1310-ben nyerte el. Első ízben 1895-ben emelték megyei rangra.

## Földrajza
Északról Koszan (Kosan) és Anbjon (Anbyŏn) és Thongcshon (T'ongch'ŏn), keletről Cshangdo (Ch'angdo), délről Kimhva (Kimhwa) és Cshangdo (Ch'angdo), nyugatról Szepho (Sep'o) határolja.
Legmagasabb pontja az 1201 méter magas Rimamszan (림암산; 林巖山, Rimamsan).

## Közigazgatása
1 községből (up (ŭp)), 23 faluból (ri (ri)) áll:
| - Höjang-up (회양읍; 淮陽邑, Hoeyang-ŭp) - Kangdon-ri (강돈리; 江敦里, Kangdon-ri) - Kvangdzson-ri (광전리; 廣田里, Kwangjŏn-ri) - Kürak-ri (귀락리; 貴洛里, Kwirak-ri) - Kumgok-ri (금곡리; 金谷里, Kŭmgok-ri) - Kumcshol-ri (금철리; 金鐵里, Kŭmch'ŏl-ri) - Kidzsong-ri (기정리; 機正里, Kijŏng-ri) - Tonap-ri (도납리; 道納里, Tonap-ri) - Rjongpho-ri (룡포리; 龍浦里, Ryongp'o-ri) - Madzson-ri (마전리; 麻田里, Majŏn-ri) - Pongpho-ri (봉포리; 蜂浦里, Pongp'o-ri) - Szonde-ri (선대리; 仙臺里, Sŏndae-ri) | - Szophung-ri (소풍리; 素豊里, Sop'ung-ri) - Singje-ri (신계리; 新溪里, Sin'gye-ri) - Sinmjong-ri (신명리; 新明里, Sinmyŏng-ri) - Sinphjong-ri (신평리; 新坪里, Sinp'yŏng-ri) - Orang-ri (오랑리; 五郞里, Orang-ri) - Obong-ri (오봉리; 梧鳳里, Obong-ri) - Juup-ri (유읍리; 楡邑里, Yuŭp-ri) - Csongok-ri (전곡리; 田谷里, Chŏn'gok-ri) - Csonhang-ri (전항리; 箭項里, Chŏnhang-ri) - Phocshon-ri (포천리; 浦泉里, P'och'ŏn-ri) - Hagjo-ri (하교리; 下橋里, Hagyo-ri) - Hjon-ri (현리; 縣里, Hyŏn-ri) |

## Gazdaság
Höjang (Hoeyang) megye gazdasága főként mezőgazdaságra, főként gabonatermesztésre és gyümölcstermesztésre épül.

## Oktatás
Höjang (Hoeyang) megye egy mezőgazdasági főiskolának, kb. 40 általános és középiskolának ad otthont.

## Egészségügy
A megye számos egészségügyi intézménnyel rendelkezik, köztük 1 megyei és kb. 10 helyi kórházzal.

## Közlekedés
A megye közutakon a szomszédos helységek felől közelíthető meg. A megye vasúti kapcsolatokkal nem rendelkezik.